# وقتی آسمان فرومی‌ریزد
وقتی آسمان فرومی‌ریزد (انگلیسی: When the Sky Falls) فیلمی در ژانر درام، جنایی، و زندگینامه‌ای به کارگردانی جان مکنزی است که در سال ۲۰۰۰ منتشر شد. از بازیگران آن می‌توان به جوآن آلن، پاتریک برگین، و لیام کانینگهام اشاره کرد.